# Papeterie Darblay

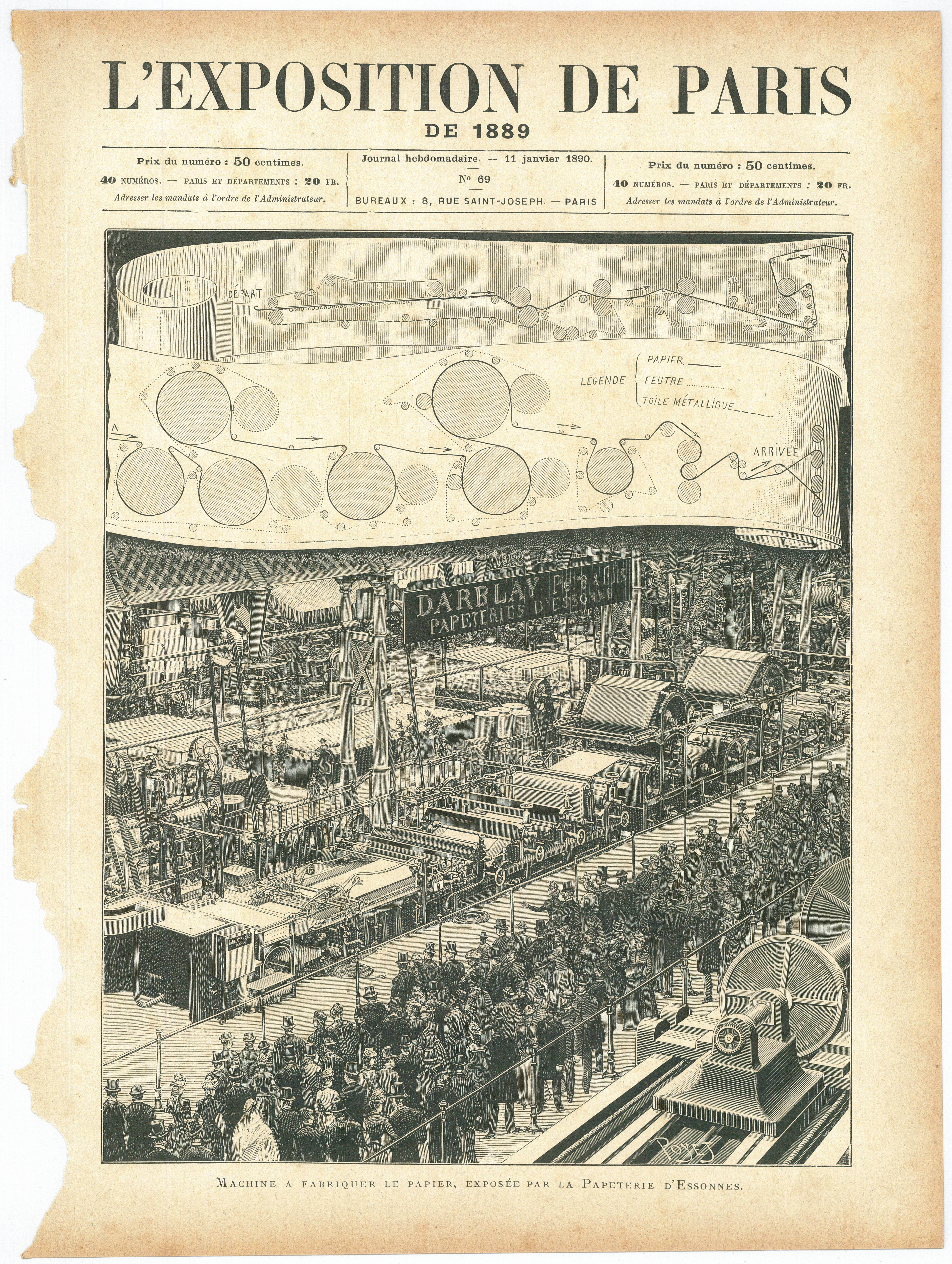
L'Exposition de Paris de 1889 no 69 p. 225.

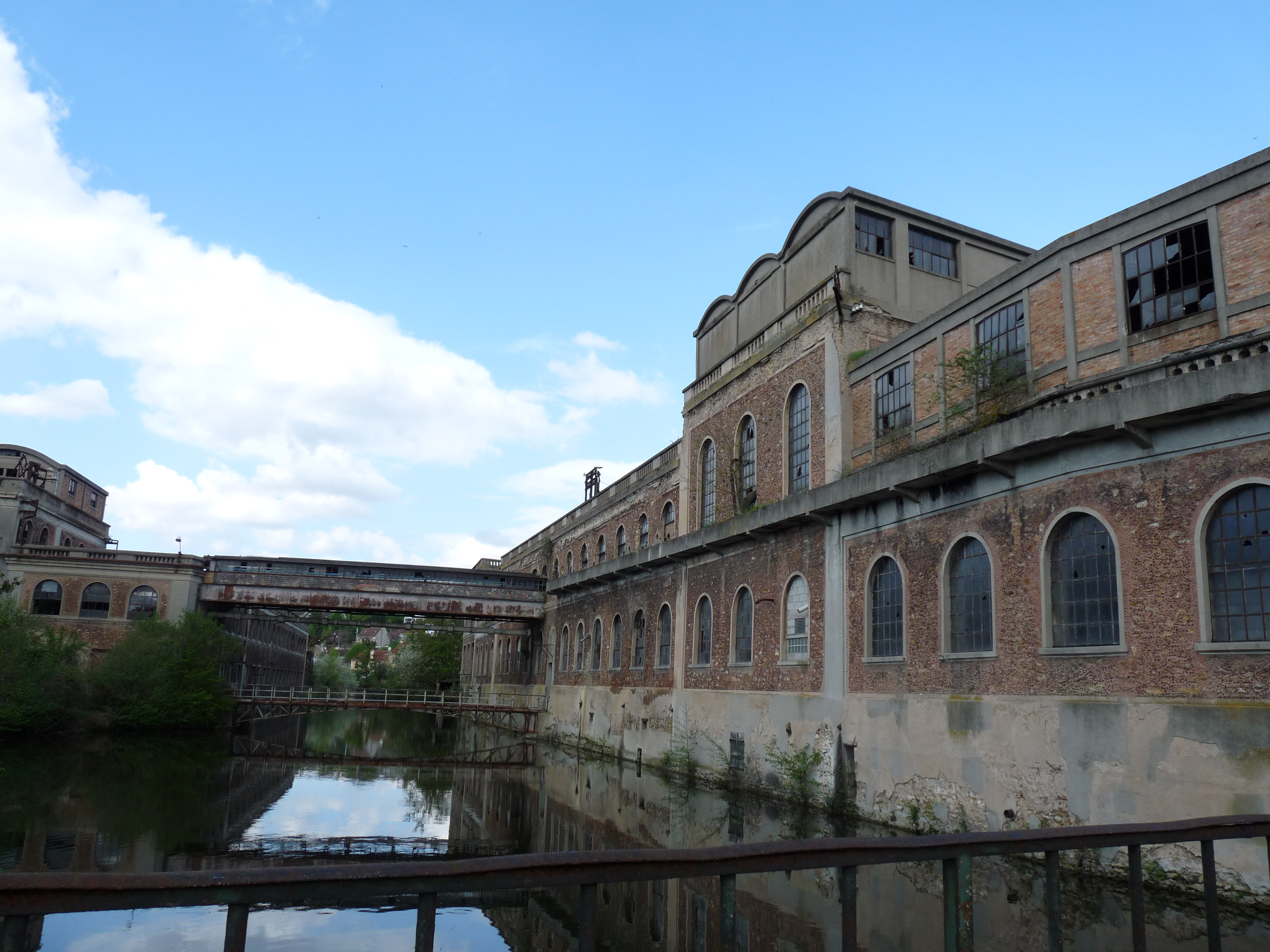
Le bâtiment principal, au centre du complexe.

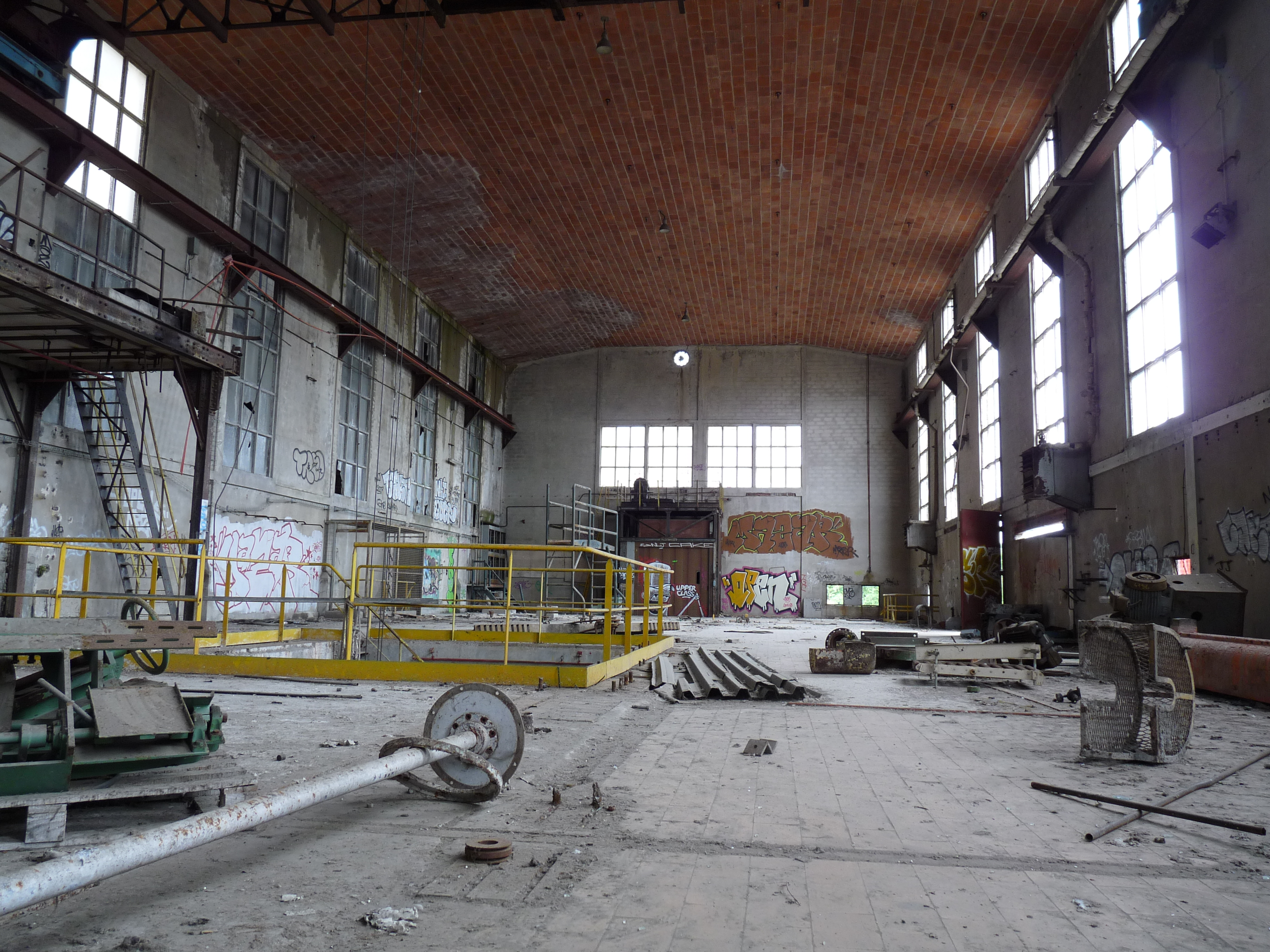
L'ancien atelier réservé à la fabrication du sulfate d'alumine, aujourd'hui détruit.

La papeterie Darblay est un ancien établissement industriel situé sur le territoire de la commune de Corbeil-Essonnes, au lieu-dit Moulin Galant, longtemps dirigé par la famille éponyme.
Elle est d'une importance majeure dans l'histoire de la papeterie, puisque c'est ici que fut inventée la machine à papier continu en 1798, par Louis Nicolas Robert.
Le site a regroupé jusqu'à 21 machines à papier, fonctionnant simultanément. Elle sera même qualifiée en 1910 de plus importante papeterie du monde, même si plusieurs entreprises aux États-Unis produisaient des quantités supérieures.

## La papeterie primitive
L'histoire du papier à Essonnes est particulièrement ancienne. Un acte notarial de 1388 mentionne un moulin à papier, sans autre précision. En 1736, deux moulins à pilon sont installés à proximité du site actuel par deux papetiers d'Ambert, les Sauvade. Ils modernisent l'installation en y ajoutant des piles hollandaises, nouvellement apparues à la papeterie d'Annonay. L'installation n'est pas rentable et connaît plusieurs propriétaires successifs avant d'être rachetée par l'imprimeur Didot. Celui-ci, à qui on a confié la fabrication des assignats entre 1792 et 1794, encourage l'innovation technique pour cette fabrication très spéciale. À l'époque, le papier est issu du broyage de chiffons achetés en région parisienne.
C'est dans le cadre de ces innovations que Louis-Nicolas Robert entre au service des Didot et qu'il invente une machine à produire des bandes de papier régulières, plutôt que de simples feuilles, afin d'augmenter la quantité de papier produite. Sa machine est composée d'une cuve emplie de pâte, d'un rouleau à augets, d'une bande de toile grillagée et de rouleaux essoreurs. Cette machine primitive mais fonctionnelle est brevetée en date du 18 janvier 1799. Léger Didot doit céder la papeterie en 1809 à la suite de difficultés financières, après avoir arrêté l'activité dès 1805. Il apparaît qu'il n'aura jamais payé Louis Nicolas Robert pour son invention : celui-ci finira d'ailleurs sa vie comme simple instituteur. Malgré cela, des évolutions de la machine apparaissent un peu partout.
La papeterie est transformée en moulin à laine par le propriétaire suivant et ne retrouvera sa vocation que vingt ans plus tard, en 1836 sous l'action d'Henri Menet qui fonde la Société Anonyme de la Papeterie d'Essonnes. Dirigée par Amédée Gratiot, elle est rééquipée avec tous les perfectionnements techniques de l'époque. Ainsi, seize piles entraînées par des roues hydrauliques alimentent deux machines à papier en continu. En quelques années, l'entreprise se développe pour comprendre, en 1860, huit machines à papier. Elle est mise à l'honneur par Julien Turgan dans sa série des Grandes Usines. Plusieurs gravures représentent l'usine à cette époque, dont les ateliers de triage des chiffons, qui existent encore en 2009.
Deux incendies successifs en 1864 et 1866 entraînent une nouvelle faillite. Ils sont également à l'origine d'une nouveauté architecturale, par l'introduction de charpentes en fer de type Polonceau.
Aymé Stanislas Darblay, entré au capital de l'entreprise entre 1855 et 1860, rachète l'usine. Estimée à 7 millions de francs, il l'emporte pour un million seulement.
Son fils, Paul, qui prend la direction de la société, cherche à trouver une autre matière première que le chiffon pour développer la production. En effet, tout le papier étant à base de chiffons, donc même additionnés d'autres éléments, quand une pénurie arrive, on en vient à filer la laine pour ensuite la détruire. La paille semble être un matériau idéal et une unité de pâte de paille est mise en service en 1869. En 2009, le bâtiment de dissolution est toujours debout. Malgré plusieurs transformations, sa façade monumentale est restée quasiment intouchée.

## Port des Bas-Vignons

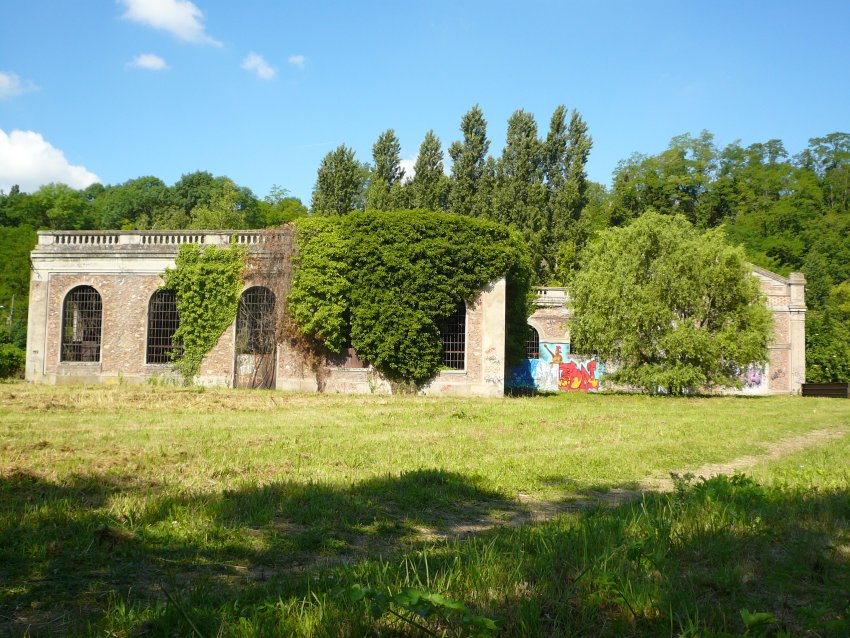
Un des deux bâtiments de la station de pompage.

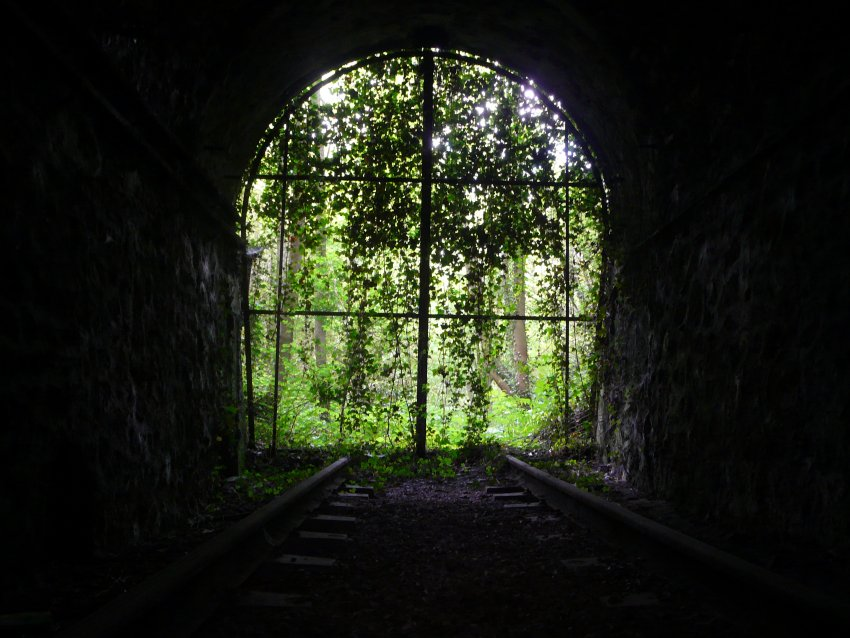
Le tunnel ferroviaire.

Dans le port des Bas-Vignons se trouve l'ancienne station de pompage de la papeterie. En effet, les eaux de l'Essonne ne suffisant pas, la Seine fut alors utilisée. Un tunnel ferroviaire de 750 mètres relie la station de pompage et l'usine.
En 2018, le port des Bas-Vignons est reconnu Patrimoine d'intérêt régional, une première étape vers la restauration des restes du site historique.

## Déclin, faillite et reconversion du site
En 1968, la papeterie est intégrée au groupe Chapelle-Darblay. Elle ne fait plus l'objet d'investissements autres que des modernisations de la machine no 9. Après un conflit social qui fera date, la société dépose le bilan en 1980 et le site d'Essonnes est divisé en deux entités, Papeteries de l'Essonne et la Compagnie Industrielle du Papier.
Ces deux entités feront faillite également, la dernière à fermer étant la Compagnie Industrielle du Papier en 1997. L'entreprise Papcor occupera le site un temps avec une activité de stockage de papier recyclé.
En 2005, la mairie de Corbeil-Essonnes rachète le site. Contaminé par de multiples pollutions résultant de l'activité, le site voit sa démolition commencer en 2005, les bâtiments les plus anciens d'abord. Courant avril 2009, une nouvelle vague de démolitions a touché les magasins et la centrale électrique.
L'intégralité des bâtiments installés le long de la rue de la Papeterie ont été détruits; des immeubles d'habitation, des commerces et l'école Geneviève De Gaulle-Anthonioz  - Germaine Tillion ont été construits à leur place. La rue Jean-Piestre dessert le nouveau quartier.